# Macrocneme lades
Macrocneme lades är en fjärilsart som beskrevs av Pieter Cramer 1776. Macrocneme lades ingår i släktet Macrocneme och familjen björnspinnare. Inga underarter finns listade i Catalogue of Life.